# Ústřední hřbitov Neředín
Ústřední hřbitov Neředín je největší a nejvýznamnější hřbitov v Olomouci. Nachází se v městské části Neředín, na západním okraji města na třídě Míru. Součástí neředínského hřbitova je také olomoucký židovský hřbitov ve východní části pohřebiště.

## Historie

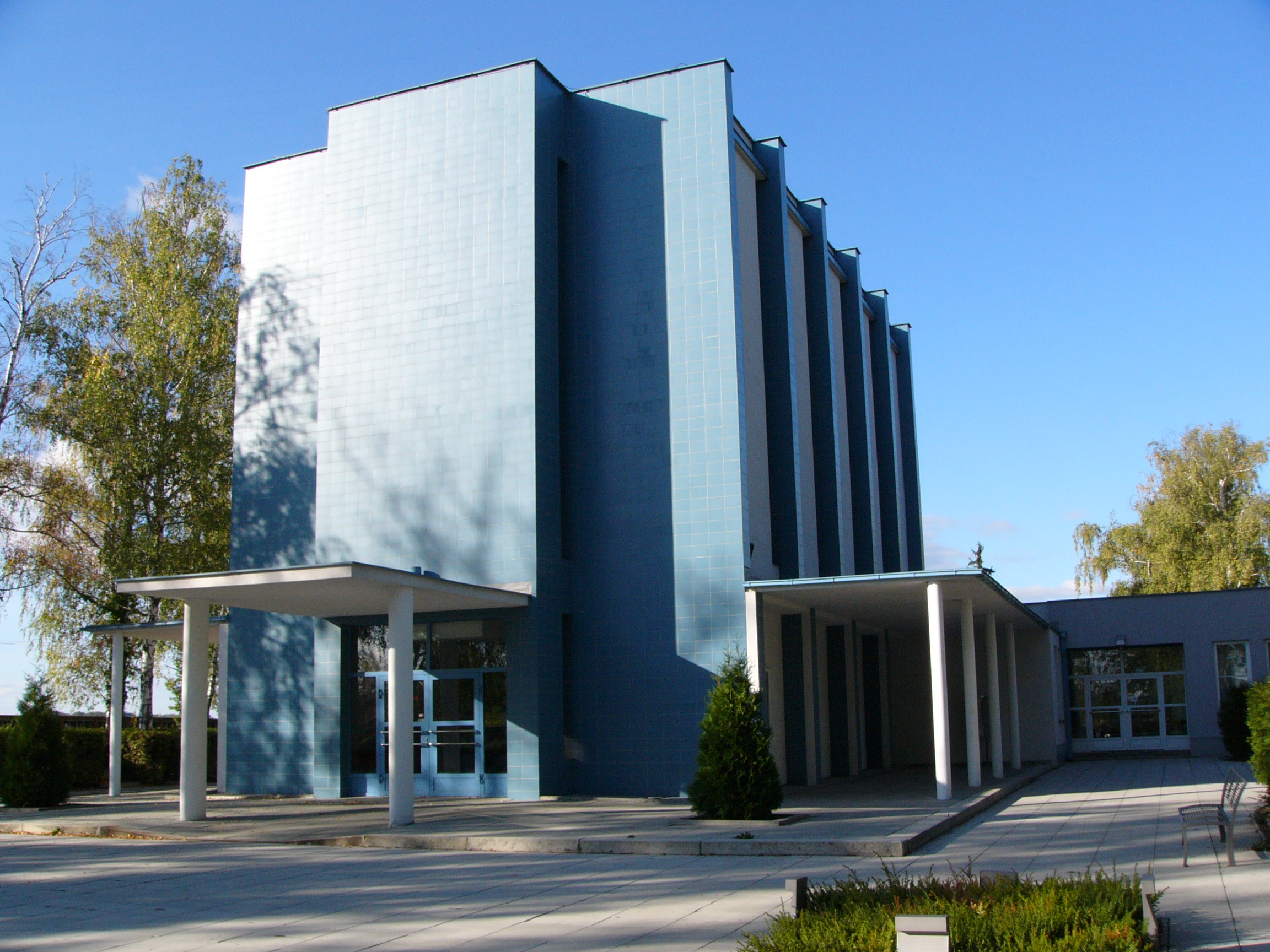
Krematorium v Olomouci, A. Šajtar, 1927

Hřbitov byl vystavěn v letech 1898 až 1901 během volebního období olomouckého purkmistra Karla Brandhubera. Byly sem přeneseny také ostatky ze zrušeného hřbitova U Dřevěného Zvonu, který se nacházel před městskou Terezskou bránou a byl pojmenován podle nedalekého stejnojmenného hostince. Civilní hroby byly odstraněny do roku 1901, vojenský hřbitov zde vytrval do roku 1969. Na místě pohřebiště byly s rozšiřujícím se centrem města vybudovány Smetanovy sady. Vznik Ústředních hřbitovů na přelomu století probíhal v řadě měst Rakouska-Uherska, mj. v Plzni či v Brně. 
V centrální části hřbitova na konci hlavní vstupní cesty byla postavena kaple v novorománském slohu sloužící jako obřadní síň. Tuto funkci pak pozvolna převzal prostor funkcionalistického krematoria a kolumbária postaveného roku 1927 podle návrhu Aloise Šajtara. Vitrážové okno v čelní stěně s tematikou Fénixe navrhl Josef Kaplický.  Za hlavní branou se nacházejí historizující stavby evangelické pohřební kaple a židovské obřadní síně.  Hrobka purkmistra Karla Brandhubera postupně začala sloužit jako pohřebiště purkmistrů a primátorů Olomouce.
Na hřbitově se nachází díla známých architektů a souchařů, například Kamila Hilberta, Quido Kociana, Josefa Wagnera, Jana Kotěry, Jana Laudy, Antona Hanaka, Julia Pelikána, Olbrama Zoubka nebo pražské firmy Anýž.
V 70. letech 20. století byla ke hřbitovu přivedena tramvajová doprava a vystavěna smyčka. 

## Pohřbené osobnosti (výběr)

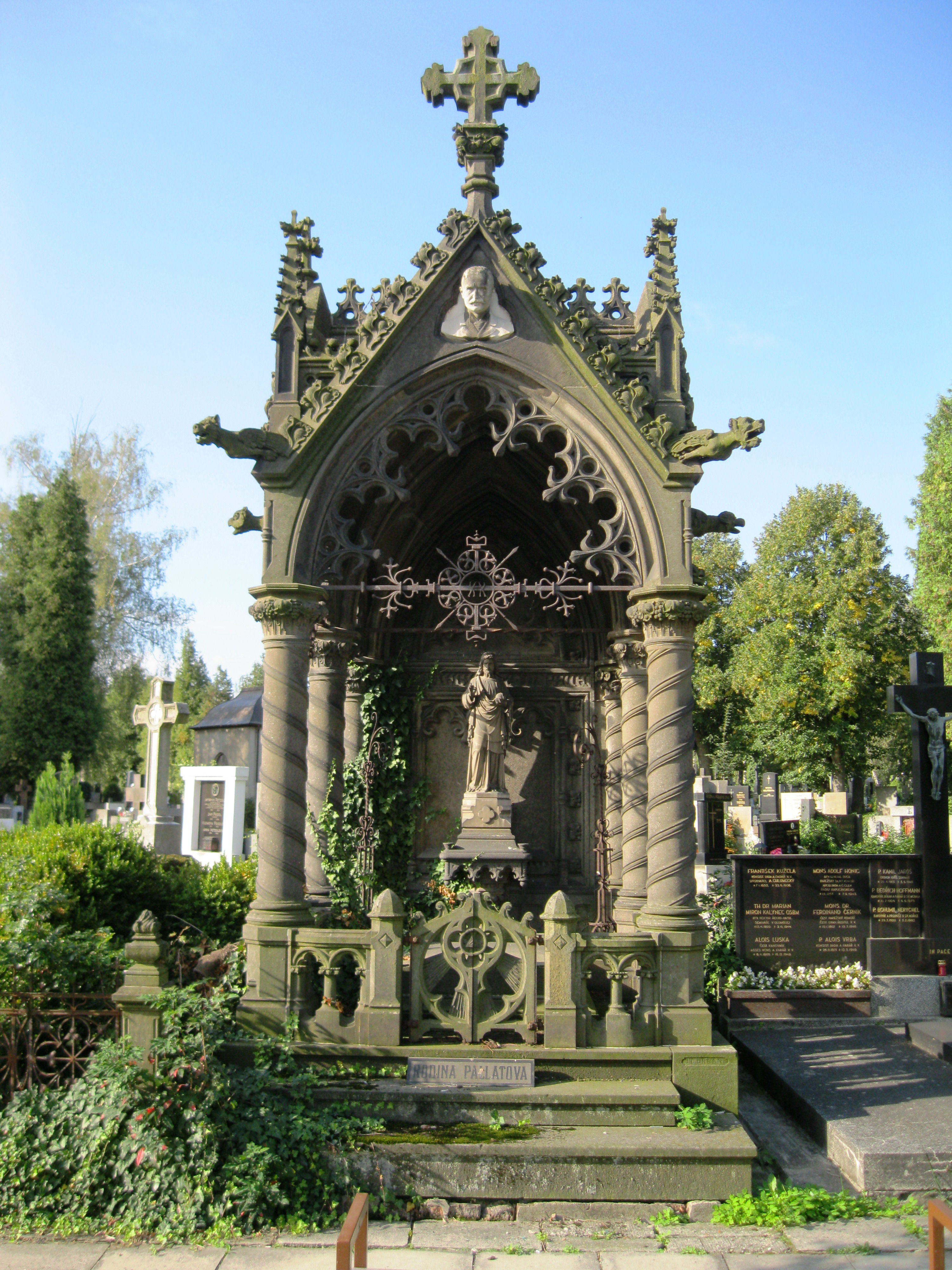
Neogotická hrobka rodiny Pallatovy, autor Kamil Hilbert

- Gustav Meretta (1832–1888) – architekt a stavitel, autor přestavby Svatováclavského dómu v Olomouci
- Jaroslav Kovář mladší (1905–1987) – kreslíř a architekt
- Karel Starý starší (1843–1929) – architekt a stavitel
- Ignát Wurm (1825–1911) – kněz a etnograf
- Romuald Promberger (1856–1932) – nakladatel, majitel knihkupectví na Horním náměstí, český vlastenec
- Rodina Neswadbova a Wiedermannova – podnikatelské rodiny firmy Neswadba a Wiedermann vyrábějící klavíry
- Rodina Woletzova
- Rodina Ottahalova – poloplastickou skulpturu Živé vody vytvořil Anton Hanak[1]
- Rodina Primavesi – bankéřská rodina, hrobka  s monumentální sochou alegorie Věčnosti od  Antona Hanaka[1]
- Rodina Pallatova – rodina stavitele a architekta Aloise Pallata (1854–1908), autorem hrobky byl Kamil Hilbert (chráněno jako kulturní památka)
- Zdeněk Fierlinger (1891–1976) – politik, předseda vlády
- Rostislav Čtvrtlík (1963–2011) – herec

### Brandhuberova hrobka
- Karl Brandhuber (1846–1934) – poslední německý purkmistr
- Josef Engel (1830–1900) – purkmistr, podnikatel, poslanec Říšské rady
- Milan Hořínek (1937–2014) – první primátor města po Sametové revoluci

### Židovský hřbitov
- Ignác Briess starší (1833–1931) – obchodník a majitel sladoven, rodinnou hrobku navrhl vídeňský ateliér Fellner & Helmer